# Pierre-André Périssol
Pierre-André Périssol (ur. 30 kwietnia 1947 w Nicei) – francuski polityk, inżynier i samorządowiec, poseł do Zgromadzenia Narodowego, w 1995 minister mieszkalnictwa, następnie do 1997 minister delegowany do spraw mieszkalnictwa.

## Życiorys
Kształcił się w École polytechnique oraz École nationale des ponts et chaussées. Pracował na kierowniczych stanowiskach w przedsiębiorstwie finansowym Crédit Immobilier de France oraz w grupie Arcade. Zaangażował się w działalność polityczną w ramach gaullistowskiego Zgromadzenia na rzecz Republiki, z którym w 2002 dołączył do Unii na rzecz Ruchu Ludowego. Od 1983 był radnym Paryża, w latach 1989–1995 pełnił funkcję zastępcy mera. Od 1998 do 2003 pełnił funkcję wiceprzewodniczącego rady regionalnej Owernii. W 1995 wybrany na mera Moulins (reelekcja w 2001, 2008, 2014 i 2020).
W 1993 został wybrany do Zgromadzenia Narodowego X kadencji. W maju 1995 objął stanowisko ministra mieszkalnictwa w rządzie, którym kierował Alain Juppé. W listopadzie tegoż roku w jego drugim gabinecie został ministrem delegowanym do spraw mieszkalnictwa, podległym ministrowi transportu, mieszkalnictwa, turystyki i zaopatrzenia. Urząd ten sprawował do czerwca 1997. W tym samym roku utracił mandat deputowanego. Do niższej izby francuskiego parlamentu powrócił w 2002 na XII kadencję. W 2007 nie został ponownie wybrany. W 2010 powołany na przewodniczącego rady dyrektorów rządowej francuskiej agencji rozwoju, którą kierował do 2013.